# پل سیتی (آلاباما)
پل سیتی (به انگلیسی: Pell City) شهری در شهرستان سینت کلیر ایالت آلاباما است که مساحت آن ۷۱٫۲۴ کیلومتر مربع است و در سرشماری سال ۲۰۱۰ میلادی، ۱۲٬۶۹۵ نفر جمعیت داشته و تراکم جمعیتی آن، ۱۷۸٫۲ نفر در هر کیلومتر مربع بوده‌است.